# Har du hört den förut?
Har du hört den förut? var ett TV-program på Sveriges Television som sändes 1983–2005 och även som webb-TV 2011. Koncepten innebär att ett antal gäster sitter på en pub och berättar roliga historier. 
Åren 1983-1996 leddes programmet av Margareta Kjellberg och Ewert Ljusberg. Senare programledare har varit Östen Eriksson och Anna-Lotta Larsson. Många historieberättare har passerat revy i serien bland annat Jarl Borssén, Robert Gustafsson, Peter Flack, Eva Bysing, Meta Roos, Ulf Larsson, Birgitta Andersson, Stina Wollter, Carina Lidbom, Stefan Ljungqvist och Ronny Eriksson. De första avsnitten var en kvart långa, senare förkortades de till tio minuter. Signaturmelodi är Povel Ramels sång med samma titel som programmet.
Har du hört den förut? återupptogs 2011 i SVT Play med Elsa Billgren som programledare. Bland gästerna sågs bland andra André Wickström, Alex Schulman, Peter Wahlbeck, Mackan Edlund, Sandra Dahlberg, Kitty Jutbring, Ernst Billgren, Erik Ekstrand, Hasse Brontén, Glenn Hysén, Josefin Crafoord, Sara Lumholdt, Hanna Hedlund och Anna-Lena Brundin.

## Relaterade program
År 2006 sände SVT programmet Ja, visst har du hört den förut? med historier från Har du hört den förut?. Åren 1987-2003 sände norska NRK ett liknande program från Rorbua i Tromsø, Du skal høre mye..., med Tore Skoglund och Trond Myhre. Galenskaparna & After Shave har gjort en parodi på Har du hört den förut? vid namn Ja, vi har hört den förut.